# Sezgin Güleç
Sezgin Güleç (Rotterdam, 1998) is een Nederlandse stand-upcomedian en acteur van Turkse afkomst.

## Biografie
Güleç zat op het Erasmiaans Gymnasium. Sinds 2020 is Güleç lid van het stand-up gezelschap Comedytrain en van 2022 tot 2024 stond hij in het voorprogramma van Patrick Laureij. Sinds 2024 tourt hij met zijn eerste avondvullende show Wild, Barbaars & Bloeddorstig, geregisseerd door Daniël Arends. Eind 2023 riep De Volkskrant Güleç uit tot 'het comedytalent van 2024'.

## Theaterprogramma's
- 2024-2025: Wild, Barbaars & Bloeddorstig

## Filmografie

### Film
- 2021 - Mocro Maffia: Meltem - Fevzi
- 2025 - Fabula - Özgür
- 2025 - Schoolfeest - Melchior

### Televisieseries
- 2020 - Barrie Barista en Het Einde Der Tijden - Bob (1 afl.)
- 2024 - De Pudding Club - Laurens (2 afl.)